# Towada (miasto)
Towada (jap. 十和田市 Towada-shi) – miasto w Japonii, na północnym Honsiu, w prefekturze Aomori. Miasto ma powierzchnię 725,65 km². W 2020 r. mieszkało w nim 60 378 osób, w 25 462 gospodarstwach domowych  (w 2010 r. 66 110 osób, w 25 494 gospodarstwach domowych) . 

## Geografia
Miasto położone jest w południowo-wschodniej części prefektury, nad rzeką Oirase-gawa. W południowo-zachodniej części miasta leży jezioro Towada.
Przez Towadę przebiegają drogi 4, 102, 103, 394 i 454.
Do kwietnia 2012 roku Towada była również skomunikowana koleją z Ōmagari dzięki linii Towada Kankō Electric Railway-sen.

Towada w prefekturze Aomori

## Demografia
Według danych z kwietnia 2014 roku miasto zamieszkuje 64 266 osób, w tym 30 761 mężczyzn i 33 505 kobiet, tworzących 27 153 gospodarstw domowych.
| 1995   | 2000   | 2005   | 2010   | 2015   | 2020   |
| ------ | ------ | ------ | ------ | ------ | ------ |
| 69 146 | 69 630 | 68 359 | 66 110 | 63 429 | 60 378 |

## Współpraca
- Kanada: Lethbridge